# Metal Gear Solid 4: Guns of the Patriots
Metal Gear Solid 4: Guns of the Patriots (яп. メタルギア・ソリッド4・ガンズ・オブ・ザ・パトリオッツ Мэтару Гиа: Соридду Фо: Гандзу Оба Дза Паториотцу, подзаголовок в переводе с англ. — «Оружие Патриотов»; сокр. MGS4)  — видеоигра в жанре стелс-экшн, разработанная студией Kojima Productions под руководством геймдизайнера Хидэо Кодзимы и изданная японской компанией Konami в июне 2008 года эксклюзивно для консоли PlayStation 3; шестая основная игра во франшизе Metal Gear, прямой сиквел Metal Gear Solid 2: Sons of Liberty 2001 года, пятая и заключительная часть сюжетной линии о бывшем солдате войск специального назначения Солиде Снейке.
MGS4 завоевала признание критиков по всему миру и в нескольких публикациях была признана «Игрой года»; на сайте GameSpot игра была названа «технически безупречной». Общие продажи составили больше 5 миллионов копий по всему миру. В первый день было продано около 1 300 000 копий, в результате чего игра стала самой быстрораспродаваемой для PlayStation 3, но несмотря на это, не смогла побить рекорд Grand Theft Auto IV по числу продаж.

## Игровой процесс

Старый Снейк убивает ополченца

Игрок принимает на себя роль Снейка, владеющего мастерством скрытного проникновения, навыками рукопашного боя ТББ (англ. Close quarters combat) и традиционными боевыми техниками. Фиксированная камера с видом сверху теперь полностью перешла в вид от третьего лица, и добавилась возможность переключить её в режим «вида из глаз» во время прицеливания.
Другим нововведением стал «индикатор стресса», который постоянно увеличивается и зависит от стресс-факторов (погоды, перепадов температуры, неблагоприятного окружения и преследущих Снейка врагов). Повышенный уровень стресса Снейка приводит к трудностям при прицеливании, частым передышкам и вероятности потери сознания при ударе. Чтобы снизить уровень стресса, Снейк должен есть, пить, курить или читать журналы для взрослых.
Также у Старого Снейка появился набор современных гаджетов. ОктоКостюм (Octo Camo) воспроизводит текстуру любой поверхности, что уменьшает шансы обнаружения Снейка противником. Устройство СолидВизор (Solid Eye) подсвечивает предметы и вражеских солдат и может использоваться как бинокль или ПНВ (прибор ночного видения). В него встроен датчик угрозы, который рисует вокруг Снейка амплитуды различных источников звука, окружающих его, и отображает эти источники на карте в правом углу экрана. Metal Gear Mk.II — маленький робот-помощник, который всегда следует за Снейком, заменяет собой старое меню кодека и добавляет в него интерфейс внутриигрового меню. Самого робота можно использовать для оглушения врагов, удалённой разведки на местности или взаимодействовать с окружающей средой. Его прототипом послужил одноимённый робот из Snatcher, другой игры Хидэо Кодзимы.
По ходу игры Снейк может подбирать оружие противника и обменивать его на Кредиты Дребина (КД). Позже данной валютой можно будет расплачиваться за экипировку, оружие и амуницию в магазине Дребина; по сюжету магазин будет доступен в интерфейсе Mk.II в любом месте и в любое время. Ценовое соотношение между оружием и кредитами зависит от того, насколько интенсивными были схватки главного героя с противниками (при высоком показателе цены более высоки). Кроме того, Дребин сделает Снейку скидку на весь ассортимент магазина (20-50%), если тот воспользуется услугами его сервиса в среду или воскресенье.
В главном меню игры сразу доступен виртуальный полигон, внешне похожий на режим VR, который был в предыдущих играх. В нём Снейк может попрактиковаться в управлении и пострелять из любого вида оружия.

## Сюжет
Действие игры Metal Gear Solid 4 разворачивается в 2014 году, спустя 9 лет после событий Metal Gear Solid и спустя 5 лет после Metal Gear Solid 2: Sons of Liberty. Планета погрязла в войнах, ставших единственным способом решения национальных конфликтов; войны ведутся частными военными корпорациями (ЧВК). Для удобства контроля над ЧВК придумана система «Сыны Патриотов» (Sons of the Patriots). Благодаря этой системе корпорации могут не только контролировать поведение своих солдат на поле боя, но и иметь удалённый доступ к оружию и технике, которые те используют. Именно с этой целью Ликвид Оцелот планирует взять полный контроль над системой. Узнав о плане Ликвида, бывший командир Солида Снейка Рой Кэмпбелл выходит на Снейка через доктора Хэла «Отакона» Эммериха и поручает ему последнюю миссию — помешать планам Ликвида и уничтожить его. Сильно состарившийся внешне Снейк, у которого осталось меньше года жизни из-за вируса «Фоксдай» (FOXDIE), соглашается и отправляется в зону военных действий на Ближнем Востоке, где скрывается Ликвид.
По пути к месту, где базируется Ликвид, Снейк встречает Дребина 893, торговца на чёрном рынке, который помогает Снейку раздобыть оружие, видит фигуры членов террористической группировки «Чудовища и Красавицы» (Beauty and the Beast Unit), а также сталкивается с отрядом РАТ ПТ №1 (Rat Patrol Team 01), который возглавляет старая знакомая Снейка, Мэрил Сильвербург. Её отряд состоит из трёх бойцов: Эда (младшего командира подразделения), Джонатана (чуткого силача с ирокезом) и инфантильного простака Джонни Сасаки. Как только Снейк добирается до Ликвида, тот демонстративно активирует вирус, который ослабляет систему. После чего на Снейка, РАТ ПТ №1 и всех солдат, снаряжённых наномашинами, начинает влиять побочный эффект системы, притупляющий все органы чувств. Снейк замечает доктора Наоми Хантер, которая передаёт ему послание, и садится в улетающий вертолёт вместе с Ликвидом, а Джонни Сасаки, у которого есть иммунитет к эффектам системы, отводит Снейка в безопасное место.
Далее Снейк отправляется в Южную Америку, видит Вампа и сталкивается в смертельной схватке с первым боссом «Чудовища и Красавицы», Смешливой Октопус (Laughing Octopus), после чего Дребин рассказывает Снейку её историю и выявляет причины её посттравматического стрессового расстройства (ПТСР), которые замечаются у каждого члена «ЧиК». На том же месте Снейк встречает Наоми, которая предупреждает его о том, что Ликвид собирается использовать биометрические данные Биг Босса в качестве ключа к ядру системы «Патриотов», проводит ему медицинский осмотр и делает вывод, что мутировавший вирус «Фоксдай» способен проникать по воздуху не только в кровь определённого человека, а любого, что, де-факто, делает из Снейка живое биологическое оружие. Снейк с помощью Дребина и старого боевого товарища Райдена в очередной раз расправляется с Вампом и эвакуирует Наоми из страны.
На борту Номада, самолёта-базы, где живут Отакон и Санни, дочь покойной Ольги Горлукович, Наоми объясняет Отакону и Снейку, что останки Биг Босса находятся в руках группы повстанцев из Восточной Европы. Приехав туда на поезде и случайно наткнувшись на членов РАТ ПТ №1, Снейк выслеживает одного из повстанцев и добирается до их лидера — Биг Мамы, которая когда-то была известна под прозвищем Ева. Она говорит Снейку, что является его суррогатной матерью и Ликвида, которых клонировали и вырастили в рамках проекта Les Enfants Terribles, а останки Биг Босса она собирается перевезти в безопасное место. Снейк помогает Биг Маме сбежать вместе с телом к реке, но его опережает Ликвид. Ликвид радостно сообщает Снейку, что для входа в систему ему больше не нужно тело Биг Босса и что он уже сумел обойти её шифр при помощи троянской программы. Появившиеся войска США во главе Мэрил и РАТ ПТ №1 приказывают Ликвиду сдаться, но, получив доступ к системе, он успешно выводит из строя их технику и оружие и сбегает из города на лодке. Роботу Эммериха удаётся запрыгнуть на лодку Ликвида и подслушать его план, в котором он планирует отправиться на остров Шэдоу Мозес и получить индивидуальный контроль над системой. Для этого ему нужно забрать рельсовую установку «Металгира РЕКС» (Metal Gear REX) и с её помощью уничтожить главное ядро системы, нанеся ЭМ-удар по спутнику в космосе.
Снейк вместе с Отаконом прилетают на остров Шэдоу Мозес и, добравшись до ангара, где находился уничтоженный «Металгир РЕКС», они обнаруживают там Вампа с Наоми и узнают, что орудие уже было похищено Ликвидом. Райден присоединяется к Снейку и убивает Вампа. Наоми раскрывает правду о том, что была больна раком, а наномашины в её теле замедляли процесс его развития, после чего она вводит в себя шприц (Nano-colloid 573) со смертельной дозой ингибитора наномашин. Снейку и Отакону удаётся подключить уничтоженный «Металгир РЕКС», и, пилотируя им, они покидают разрушающийся ангар. Как только они достигают на роботе портовой зоны, их встречает Ликвид, пилотирующий «Металгир РЕЙ», и вступает с ними в бой на роботах.
После уничтожения обоих роботов Снейк оказывается обездвижен, а Ликвида подбирает «Ауэтер-Хэйвэн» (Outer Haven) — огромная субмарина, на которую была загружена рельсовая установка «Металгир РЕКС». Ликвид отдаёт приказ субмарине врезаться в причал, где лежит Снейк, однако Райден спасает его, жертвуя своим телом. На горизонте моря появляется корабль USS Missouri (BB-63) и начинает обстрел по «Ауэтер-Хэйвэну», чем вынуждает его отступить и уйти под воду.
На борту корабля «Миссури» Мэй Лин, ныне капитан ВМС США, собирает свою армию, членов отряда РАТ ПТ №1 и Снейка с Отаконом, и проводит брифинг по перехвату плана Ликвида. Выждав удобный момент, всех катапультируют на борт субмарины. Мэрил вместе с Джонни и Райденом остаются прикрывать Снейка, чтобы тот смог пройти к ядру системы. Добравшись до ядра на последних силах Снейк впускает робота, и загружает вирус в систему, чтобы вывести её из строя. Перед тем, как вирус уничтожает не только ИИ, созданный Ликвидом, но и всю систему «Патриотов», на экране появляется видеозапись с Наоми, в которой она раскрывает правду о вирусе, написанный Санни на основе программного кода Эммы Эммерих, и прощается с Отаконом. Снейк поднимается на мостик «Ауэтер-Хэйвэна», где у него завязывается последний рукопашный бой с Ликвидом Оцелотом, в котором Снейк наконец-то одерживает над ним верх.
В мирной завершающей части истории игры Мэрил мирится со своим дядей Роем Кэмпбеллом и выходит замуж за Джонни Сасаки. На их свадьбе Дребин рассказывает о своём прошлом и тайном замысле «Патриотов». Отакон решает обеспечить Санни нормальную жизнь. Райден воссоединяется с Роуз и узнаёт от неё, что её отношения с Кэмпбеллом были прикрытием ради того, чтобы оберечь их от «Патриотов». Снейк возвращается на кладбище и, стоя у могил Босс и Биг Босса, пытается покончить жизнь самоубийством, чтобы не дать вирусу распространиться по миру. Не смогший выстрелить в себя, Снейк замечает рядом Биг Босс и Зеро в инвалидном кресле и пытается застрелить Биг Босса. Биг Босс успокаивает Снейка и объясняет ему, что якобы его тело в Восточной Европе принадлежало третьему клону, Солидусу Снейку. Также он объясняет ему, что организацию «Патриоты» учредили он, Зеро, Ева, Оцелот, Сигинт и Пара-Медик, а возникла она по интерпретации воли Босс, героически погибшей его наставницы. Власть «Патриотов» постепенно росла, и вскоре организация раскололась на две противоборствующие группы: группу «Сайфер» (Cipher) Зеро, желавшего иметь полный контроль над миром, и группу «Аутэр-Хэвен» (Outer Heaven) Биг Босса, мечтающего создать идеальный мир для наёмников. После этих слов Биг Босс подходит к инвалидной коляске Зеро и отключает её жизнеобеспечение. Перед своей смертью Биг Босс говорит Снейку, что наномашины, которые ему ввёл Дребин, содержали новый штамм вируса «Фоксдай», предназначенные для искоренения старых образцов вируса. Поэтому присутствие Снейка способно только заразить Биг Босса, а ему и другим людям вирус больше не грозит. В последнем моменте Биг Босс примиряется со Снейком и умирает у него на руках. После этого Снейк решает прожить остатки своей жизни вместе с Эммерихом и Санни и желает увидеть новый мир, в создании которого он сыграл немаловажную роль.

### Сюжетная линия
Сюжетная линия Metal Gear Solid 4 делится на 5 актов, дополняемых после финальных титров эпилогом-дебрифингом, последовательно называемых: «Раскалённое солнце» (англ. Liquid Sun), «Пасмурное солнце» (англ. Solid Sun), «Угасающее солнце» (англ. Third Sun), «Призрачное солнце» (англ. Twin Suns), «Погибшее солнце» (англ. Old Sun), «Новая заря» (англ. Naked Sin, также «Нагой сын», англ. Naked Son).

## Разработка
Впервые игра была анонсирована на выставке Tokyo Game Show 2005. Она была представлена в виде юмористической и абстрактной машинимы, изображающей персонажей из игры Metal Gear Solid 3; слоган звучал «No Place to Hide» (рус. Нет места, чтобы спрятаться).
Хидэо Кодзима планировал создать новый стиль игрового процесса, действие которого развернётся в зоне действующих военных действий, подобные сериям игр «Call of Duty» или «Battlefield», при этом сохранить в игре все элементы «стелс-экшена», но из-за боязни команды разработчиков отойти от канонов Metal Gear, ему пришлось отказаться от ранней концепции «No Place to Hide». В качестве военной зоны первоначально был выбран Ближний Восток, и внедрение в игру нескольких локаций в этом визуальном стиле лишь подчеркнуло изначальное намерение Кодзимы изобразить в игре полномасштабные военные действия.
Во время разработки Кодзима несколько раз официально заявлял, что игра будет создана эксклюзивно для одной консоли, однако эти заявления периодически ставились под сомнение. Сомнения среди игроков, у которых не было PlayStation 3, оставались даже после выхода игры.
После выхода игры Metal Gear Solid 3: Snake Eater Хидэо Кодзима в очередной раз сообщил в интервью, что оставляет должность руководителя проекта Metal Gear, а MGS4 будет разрабатываться под руководством другого человека. В качестве шутки новым руководителем был назван Алан Смити, а затем было сообщено, что на должность нужно назначить Сюё Мурата, соавтора MGS3 и руководителя разработки Zone of the Enders: The 2nd Runner. После негативной реакции поклонников серии появлялась информация, что Кодзима всё же будет руководить разработкой MGS4 совместно с Мурата.
В январе 2008 года проект, по заявлению разработчиков, был практически завершён и перешёл на стадию бета-тестирования. 26 февраля 2008 года компания Sony анонсировала, что MGS4 будет выпущена 12 июня 2008 года в специальном издании для рынков всего мира.
Также было заявлено, что Metal Gear Solid 4: Guns of the Patriots — первая игра на PlayStation 3, которая занимает 50 ГБ на двухслойном Blu-ray Disc даже с учётом применённого алгоритма сжатия файлов.
На начальных стадиях разработки Кодзимой была задумана концовка, в которой Снейк и Отакон становятся преступниками и впоследствии приговариваются к смертной казни; идея была отвергнута остальными разработчиками. Однако по заверению Кодзимы, завершающую песню «Here's to you» за авторством Эннио Морриконе и реаранжированную Гарри Грегсоном-Уильямсом, которая должна была отразить трагизм этой сцены, всё же оставили в финальной версии игры.

### Патч
В августе 2009 года, отвечая на вопрос о том, будет ли выпущен трофейный патч для сервиса PlayStation Network, сотрудник Kojima Productions Шон Айстоун попросил «проявить терпение». Это высказывание дало основание полагать, что в состав обновлённой версии игры войдёт патч, открывающий вознаграждение за достижения. 3 ноября 2010 года был издан сборник арта MGS4 «Greatest Hits», в правом верхнем углу которого была надпись «Trophies» (рус. Трофеи). Однако затем было сказано, что это опечатка, и в последующих печатных изданиях надпись больше не появлялась. Часто (обычно в Интернете) появлялись ложные сообщения о скором выходе трофейного патча. Тем не менее, 11 июля 2012 года был анонсирован патч, включающий в игру награждения за достижения. Патч был выпущен 6 августа 2012 года. Кроме трофеев патч позволял осуществить полную инсталляцию игры на жёсткий диск, тем самым убрав загрузки между актами.

### Музыка
Саундтрек к игре создавался Гарри Грегсон-Уильямсом (это был его третий саундтрек для серии Metal Gear Solid) и Нобуко Тодой, создателем музыки для игр Metal Gear Acid и Metal Gear Acid 2. Также в создании саундтрека принимали участие другие сотрудники компании Konami: Сюити Кобори, Кадзума Дзинноти, Акихиро Хонда и Сота Фудзимори. На более поздних стадиях разработки игры к проекту присоединились сотрудники GEM Impact: Ёситака Судзуки и Такахиро Идзутани; их работа велась под руководством Норихико Хибино. В интервью Хибино сообщал, что композиторы написали в общей сложности 90 минут музыки для игровых сцен, однако в саундтрек вошли только 15 минут всего материала.
Для игры было создано две основные музыкальные темы. Открывающая песня «Love Theme» была создана Нобуко Тодой, а прозвучала в исполнении Джеки Прести. Закрывающая тема «Here’s to You» была исполнена Лизбет Скотт. До официального выхода игры была создана песня «MGS4 — Theme of Love — Smash Bros. Brawl Version», ранее предназначавшаяся для включения в Super Smash Bros. Brawl (уровень Шэдоу Мозес). Заглавная тема серии в саундтрек не вошла. В интервью Electronic Gaming Monthly Норихико Хибино сообщил, что у компании возникли сложности с «российскими композиторами, посчитавшими, что эта музыкальная тема была украдена»; он описал случай, в котором группа российских журналистов журнала «Игромания» представила Хидэо Кодзиме композицию Георгия Свиридова и намекнула разработчикам о плагиате. Хибино подчеркнул, что «на самом деле они ничего такого не делали» и тем не менее компания «с пониманием отнеслась к ситуации» и приняла решение исключить музыку из игры.
Официальный саундтрек игры был выпущен 28 мая 2008 года подразделением Konami Digital Entertainment (каталоговый номер — GFCA-98/9). Он состоит из двух дисков и включает в себя 47 треков. Альбом с саундтреком поставлялся вместе с ограниченным изданием оригинальной игры.

## Маркетинговая программа
На состоявшейся 13 мая 2008 года пресс-конференции Хидэо Кодзима анонсировал начало маркетинговой кампании и сообщил о заключении договоров с несколькими компаниями, давшими согласие продвигать игру. В игре фигурируют компьютеры и мониторы компании Apple, а одним из внутриигровых предметов выступает iPod, который используется главным героем для прослушивания музыки. В качестве усилителей психического состояния Снейка использованы продукты ReGain Energy Drinks. Наоми и Вамп пользуются мобильными телефонами Sony Ericsson. Кроме того, в игре присутствуют мотоциклы марок Triumph Bonneville и Speed Triple.
При содействии Ubisoft в игру был включён открываемый в процессе прохождения костюм Альтаира, персонажа игры Assassin’s Creed. Изначально данное нововведение задумывалось как первоапрельская шутка, но позднее Кодзима сообщил, что костюм останется в игре.
Компания Konami изначально планировала провести в Токио мероприятия, посвящённые выпуску игры, но некоторые сотрудники отказались, ссылаясь на «безопасность участников» (в свете произошедшего 8 июня 2008 года массового убийства в Акихабаре).
15 июня 2009 года, спустя год после выпуска игры и её успешных продаж, Konami переиздала MGS4 как часть коллекции «Sony’s Greatest Hits».

## Версии и издания

### Ограниченное издание
Ограниченное издание было выпущено одновременно с обычным и представляло собой расширенную версию оригинала. В состав ограниченного издания вошла сама игра, артбук с рисунками Ёдзи Синкавы, диск Blu-ray с историей создания, часть саундтрека игры (только песни, написанные Гарри Грегсон-Уильямсом). Ограниченное издание распространялось только торговой сетью GameStop в США, EB Games — в Канаде, и Play.com — в Великобритании.

### Комплекты для консолей
Североамериканское издание игры, в комплекте с которой поставлялся беспроводной контроллер DualShock 3, поступило в продажу 12 июня 2008 года (по цене 499 долларов). В тот же день было выпущено и обычное издание. В Японии также вышло издание игры под названием Guns of the Patriots Welcome Box, включавшее в себя контроллеры DualShock 3 и Sixaxis.
Компания Sony также анонсировала доступное для предварительного заказа ограниченное издание игры Guns of the Patriots Limited Edition. Анонс в Японии состоялся 18 марта 2008 года (заявленная цена на комплект составляла 51 800 иен), а в продажу комплект поступил 25 марта. Этот же комплект стал доступен для предзаказа в Северной Америке 19 мая 2008 года по цене 600 долларов. Дэвид Ривз сообщил о том, что ограниченное издание игры поступит также на европейский рынок.

## Восприятие

### Отзывы и критика
| Сводный рейтинг    | Сводный рейтинг |
| Агрегатор          | Оценка          |
| ------------------ | --------------- |
| GameRankings       | 93,53 %         |
| Metacritic         | 94 %            |
| Иноязычные издания |                 |
| Издание            | Оценка          |
| 1UP.com            | A-              |
| Edge               | 8/10            |
| EGM                | 94 %            |
| Eurogamer          | 8/10            |
| Famitsu            | 40/40           |
| Game Informer      | 10/10           |
| GamePro            | 5/5             |
| GameSpot           | 10/10           |
| GameTrailers       | 9,3/10          |
| IGN                | 10/10           |
| OPM                | 10/10           |
| X-Play             | 5/5             |
| Giantbomb.com      | 5/5             |
| CVG                | 9,5/10          |
| GMaster            | 97 %            |
| PSM3               | 9,5/10          |

Игра получила немало положительных отзывов со стороны критиков, её рейтинг на сайте Metacritic составил 94 %, а на Game Rankings — 93,53 %. Первый обзор был опубликован в британском журнале PlayStation Official Magazine, где было сказано, что «MGS4 постоянно меняет тактику прохождения и с каждым разом становится всё совершеннее и совершеннее». От журнала Game Informer игра получила оценку 10/10; на сайте GamePro ей была поставлена оценка 5/5 во всех категориях (графика, управление, звук и сюжет). Игра также удостоилась высших оценок от PlayStation: The Official Magazine (5/5), Famitsu (40/40) и Empire. На IGN игра получила оценки 9,9/10 (Великобритания), 9,5/10 (Австралия) и 10/10. В видеообзоре IGN отмечалось, что MGS4 — «одна из лучших игр, которые когда-либо существовали». В журнале Edge и на сайте Eurogamer игра получила оценку 8/10. Оценка на GameSpot составила 10/10, там же говорилось, что Metal Gear Solid 4: Guns of the Patriots — «наиболее технически совершенная игра среди существующих». MGS4 стала одной из пяти игр, получивших высшие оценки одновременно на IGN и GameSpot, и одной из семи игр, которые получили от GameSpot высшую оценку.
Обозреватели особо хорошо отнеслись к стилю, в котором игра завершала серию. На Eurogamer по этому поводу говорилось: «Вы можете даже не искать более забавного, толкового, честолюбивого и вдохновляющего конца». На IGN было сочтено, что результат «совершенствует формулу серии MGS и вносит много новых идей». В журнале Edge говорилось, что «игра неизменно понравится поклонникам, ведь она не имеет себе равных». MGS4 даже была названа лучшей в серии.
MGS4 также называли необычно печальной и унылой. На сайте Kotaku говорилось: «Metal Gear Solid 4 весьма необычна в том плане, что заставляет интересоваться чем-то ещё, например прямым ходом к поражению или интерактивной трагедией».
Новая система управления («идеальный баланс между интуитивностью и спектром возможных действий»), система камуфляжа, переход геймплея в более свободную форму, реиграбельность были высоко оценены, хотя и с небольшими оговорками. Также в качестве достоинств отмечались разнообразие событий и детальность интерфейса. На Eurogamer помимо общего похвального мнения было сказано, что одна из частей игры может показаться «тоскливой», хотя и ненадолго. Обозреватель Edge был разочарован тем, что отряд «Чудовища и Красавицы» совсем не похожи на отряд «Кобры», основных боссов из предыдущей игры.
Игру также хвалили за технические аспекты и визуальное исполнение; в Edge персонажа Отакона описывали как «настоящую звезду» и «революцию в играх»; кроме того было сочтено, что игра превосходит многие голливудские кинокартины. А некоторые недостатки (например, мыльность текстур), по мнению редакции журнала, не портят уровень всей игры. На IGN UK отмечалось, что чёткая детализация как визуального оформления, так и звукового сопровождения, «выполнена блестяще»; подчёркивалось введение в игровой процесс инноваций, например разделённого экрана.
Большей критике подвергся сюжет игры, который рецензенты сочли местами запутанным и недоработанным; например, на IGN UK игрокам вовсе был дан совет ознакомиться с ранними играми серии. Тем не менее, в окончательных вердиктах сюжет хвалили за эмоциональность и свою актуальность; было отмечено качество проработки характеров персонажей, например Ликвида Оцелота. Было признано, что, несмотря на чрезмерный объём внутриигровых сцен (занимающих «больше половины всей игры»), стилистика игры вряд ли разочарует поклонников серии. Высоко было оценено введение функции паузы.
В публикациях Edge и Eurogamer было сказано, что хотя игра и представляет собой апофеоз стиля всей серии, в ней нет поттенциала для продолжения серии и она не притянет к себе новых поклонников.

#### Награды
Помимо признания критикой игра Metal Gear Solid 4 завоевала множество наград «Game of the Year» (рус. Игра года) от многих международных изданий, включая GameSpot, Gamezine и PALGN (где игра также была удостоена наград за сюжетную линию, графику и озвучивание). На GameSpot игре были присвоены награды «Game of the Year», «Best PS3 Game» (рус. Лучшая игра для PS3), «Best Graphics (Technical)» (рус. Лучшая графика), «Best Boss Battles» (рус. Лучшие бои с боссами), «Best Story» (рус. Лучший сюжет), «Best Voice Acting» (рус. Лучшее озвучивание), «Most Memorable Moment» (рус. Самый запоминающийся момент) и «Best Action/Adventure Game» (рус. Лучшая приключенческая игра). От редакции IGN игра получила награды «Best PS3 Game of 2008» (рус. Лучшая игра для PS3 2008 года), «Best Graphics Technology» (рус. Лучшая графическая технология), «Best Original Score» (рус. Лучшая оценка) и «Best Action Game» (рус. Лучшая экшн-игра). От PALGN игра получила «Game of the Year», «PS3 Game of the Year» и «Best Visuals» (рус. Лучшие визуальные эффекты). Игра также удостоилась награды «Game of the Year» от редакций журнала PC World, немецкого сайта 4PLAYER.de, NeoGAF, португальского подразделения Eurogamer. От Playfire игра удостоилась наград «Game of the Year», «Best Action/Adventure Game» и «Best Graphics». Награды GamePro: «Best PS3 Game of 2008» и «Best Action/Adventure Game». Награды 1UP.com: «Game of the Year», «Best PS3 Game», «Best Action Game» и «Best Audiovisual Experience» (рус. Лучший аудиовизуальный опыт). На Fox News Channel игра получила «Best PS3 Game of 2008» и «Best Game of 2008»; на GameSpy — «Best PS3 Action Game». Награды Gamezine: «Game of the Year» и «Best PS3 Game». Награды Giant Bomb: «Best PS3-Only Game», «Best Graphics» и «Most Satisfying Sequel» (рус. Наиболее удачное продолжение). Согласно голосованию читателей журнала PlayStation Official Magazine, игра получила 5-е место среди лучших игр PlayStation.

#### Ограниченная версия от Konami
В нескольких публикациях сообщалось об ограничениях версии игры, предоставленной компанией Konami рецензентам для дорелизного обзора; публиковались дискуссии о коротких внутриигровых сценах и малом размере файла установки. По причине получения такой версии игры журналом Electronic Gaming Monthly был задержан обзор на игру, вместо которого сначала была опубликована долгая дискуссия об игре. Представитель Kojima Productions Райан Пэйтон впоследствии объяснил, что «некоторые вещи устарели и требуют подробного объяснения». Он также подчеркнул, что ограничения были созданы намеренно для предотвращения спойлеров.
После этого заявления на игровом сайте GameSpot были опубликованы претензии со стороны обозревателей, считавших невозможным сделать обзор на всю игру. Статья предполагала, что отсутствие обзора связано с возникшими противоречиями между GameSpot и Kojima Productions.
За день до того, как ограничения должны были быть сняты, обозреватель Electronic Gaming Monthly Джереми Пэриш в качестве их причины назвал добровольный отказ редакции на создание обзора, тем самым опровергнув слухи о разногласиях между Konami и EGM. Вскоре после этого на веб-сайте журнала появился его обзор на игру.

### Коммерческие показатели
Согласно данным компании Konami, в первый день выпуска продажи игры по всему миру превысили 3 млн копий. Согласно данным Enterbrain, продажи MGS4 в Японии составили 476 334 копии за первые четыре дня, что сделало её одной из самых продаваемых игр для PlayStation 3; в комплекте с копиями игры продавалась приставка PlayStation 3. Показатель продаж самой консоли, составлявший к тому моменту около 10 000 экземпляров, после первой недели релиза повысился до 77 208 единиц. Игра заняла 11-е место как лидер продаж компьютерных игр в Японии, разошедшись тиражом 686 254 копий. Согласно информации компании Chart-Track, MGS4 стала второй быстро продаваемой игрой PlayStation 3 в Великобритании, уступив Grand Theft Auto IV. Konami сообщила, что продажи MGS4 в Европе превысили 1 млн копий в первую неделю, а 25 000 ограниченных изданий «были раскуплены незамедлительно». В США MGS4 была признана лидером продаж за июнь 2008 года, разошедшись 774 600 копиями; уровень продаж консолей PS3 по сравнению с предыдущим месяцем возрос вдвое. К декабрю 2009 года продажи игры по всему миру превысили 5 млн. К настоящему времени игра по-прежнему входит в число лидеров продаж.

## Связанные издания

### Metal Gear Online
Metal Gear Solid 4 включает в себя стартовый пакет для игры Metal Gear Online (MGO). MGO поддерживает командную игру с участием до 16-ти игроков и включает в себя некоторые элементы геймплея из Metal Gear Solid 4, например систему SOP, которая позволяет игрокам видеть позиции товарищей по команде и их боевой статус.
MGO также позволяет полностью настраивать персонажей. Стартовый пакет предоставляет возможность участвовать в шпионских миссиях, где Старый Снейк и Metal Gear Mk.II собирают специальные метки, вести игру в стандартном режиме Deathmatch (одиночном или командном), а также в нескольких других режимах.
Расширенные пакеты предоставляют новые карты и новых играбельных персонажей (Мэй Лин, Мэрил, Акиба, Ликвид Оцелот, Райден и Вамп), которые становятся доступны через строку меню «MGO Shop (PlayStation Network)» или могут быть приобретены на Konami’s shop. Для приобретения через меню используется PlayStation Wallet, а для Konami’s shop — кредитная карта.
Сервис был окончательно закрыт 13 июня 2012 года.

### Metal Gear Solid Touch
Игра Metal Gear Solid Touch для платформ iPhone, iPod Touch и iPad представляет собой «сенсорный шутер», в котором сохранён сюжет оригинальной игры, а все действия производятся через сенсорный интерфейс.

### Metal Gear Solid 4 Database
19 июня 2008 года компания Konami выпустила базу данных Metal Gear Solid 4 Database для сервиса PlayStation Store в Северной Америке и Японии, а спустя неделю — в Европе. База данных — скачиваемое приложение для PlayStation 3, в котором каталогизирована вся информация из проектов серии Metal Gear (считающихся каноническими), начиная с первой игры Metal Gear и заканчивая Metal Gear Solid 4; информация представлена в форме энциклопедии (по алфавиту и категориям), временной шкалы и диаграмм отношений между персонажами. Подсвеченные слова в каждой статье переносят пользователя на связанные статьи, ранее прочитанные статьи выделяются. Для предотвращения спойлеров в базе данных скрыта информация связанная с игрой MGS4. Для доступа к данной информации пользователь должен воспользоваться файлом сохранённой и полностью пройденной игры MGS4.

### LittleBigPlanet
Разработчики игры LittleBigPlanet 23 декабря 2008 года выпустили расширенное издание своей игры, основанное на Metal Gear Solid 4. Оно включает в себя форму Старого Снейка, Райдена, Мэрил и Мантиса, а также настройку уровней под Metal Gear

### Risk: Metal Gear Solid
В октябре 2011 года компании Konami и Hasbro создали специальную версию игры Risk, которая была частично основана на сюжетной линии различных персонажей из Metal Gear Solid 4, а карты боя созданы на основе Outer Haven. Персонажи оригинальной игры также могут выступать в качестве союзников.